# Józef Hecht
Józef Hecht även känd under namnet Joseph Hecht, född 1891 i Łódź, Polen, död 1951 Frankrike, var en polsk målare, grafiker och skulptör. 
Hecht var gift två gånger, båda gångerna med svenskor. Första hustrun var Ingrid Sofia Morsing som dog 1935 och andra hustrun var konstnären Dana Bilde. Hecht studerade konst vid Konstakademien i Krakow 1909-1914. Sedan han avslutat sina studier besökte han i studiesyfte olika konstmuseer i Europa. Han befann sig i Berlin vid utbrottet av första världskriget och bestämde sig för att bosätta sig i Norge så länge kriget varade. Han blev kvar där fram till 1919. 
Han etablerade sig tidigt som fri konstnär utanför sitt lands gränser och i Norge började han experimentera med ljus och landskap i sitt arbete. Efter vapenstilleståndet reste han till Italien men från och med 1920-talet var han fransk medborgare och var bosatt i Paris där han byggde upp en ateljé. Paris blev den självklara utgångspunkten för hans verksamhet. Där arbetade han tillsammans med Stanley William Hayter i grafikverkstaden Atelier 17 som de grundade 1927. Han ställde ut sin konst på Salon d'Automne och Salon des Indépendants i Paris 1926-1938 och tilldelades två guldmedaljer vid Parisutställningen 1937. Han var även en av grundarna till La Jeune Gravure Contemporaine 1929 och han associerade sig med medlemmar av Les Peintres-Graveurs indépendants, en grupp som grundades 1923 av Jean Emile Labourer och Raoul Dufy. 
Med sin judiska bakgrund tvingades Hecht under andra världskriget att fly undan nazismen. Först levde han tillsammans med kollegor i konstnärskolonin Banyuls-sur-Mer, sedan bodde och arbetade han som lantbrukare i den lilla byn Bellyi i Savoyen innan han på hösten 1944 kunde återvända till sin Paris-ateljé Cité Falguire. 
Hecht hade flera nordiska beröringspunkter. I Norge fick han via Johan Fredrik Kroepelien kontakter som ledde till ett par utställningar i Oslo och Bergen. I Sverige blev Isaac Grünewald en tidig bekantskap och denne målade också ett porträtt av Hecht och tillsammans med Asta Witkowsky ställde han ut på Lorensbergs konstsalong i Göteborg 1948. 
Hans tidiga konst består av torrnåls- och trägravyrer men han övergick mer och mer till kopparsticket i den senare konsten. Man finner spår av landskapsvyer från Arvika och Rackstad i hans bildproduktionen och ett lustfyllt porträtt av den svenska julbocken. Djuren står alltid i centrum i Hechts bildvärld där han beskriver en exotisk fauna med isbjörnar, tigrar, elefanter och indiska gaseller som rör sig med en självklar värdighet. Som en liten kuriosa kan man i de flesta av hans bilder hitta ett litet emblem med en gädda som översatt till tyska betyder Hecht. 1951, precis när Hecht var på väg att resa till Sverige, avled han hastigt i en hjärtattack hemma i sin ateljé. 
Hecht är representerad vid bland annat Hecht museum vid Haifa universitet, Bibliothèque Doucet, Bibliothèque Nationale, Brittiskt museum, Brooklyn museum, Chalcographie du Louvre, Metropolitan Museum of Art, New York Public Library, Philadelphia Museum of Art, Polish National Library i Warsaw och Victoria and Albert Museum i London.